# Februus

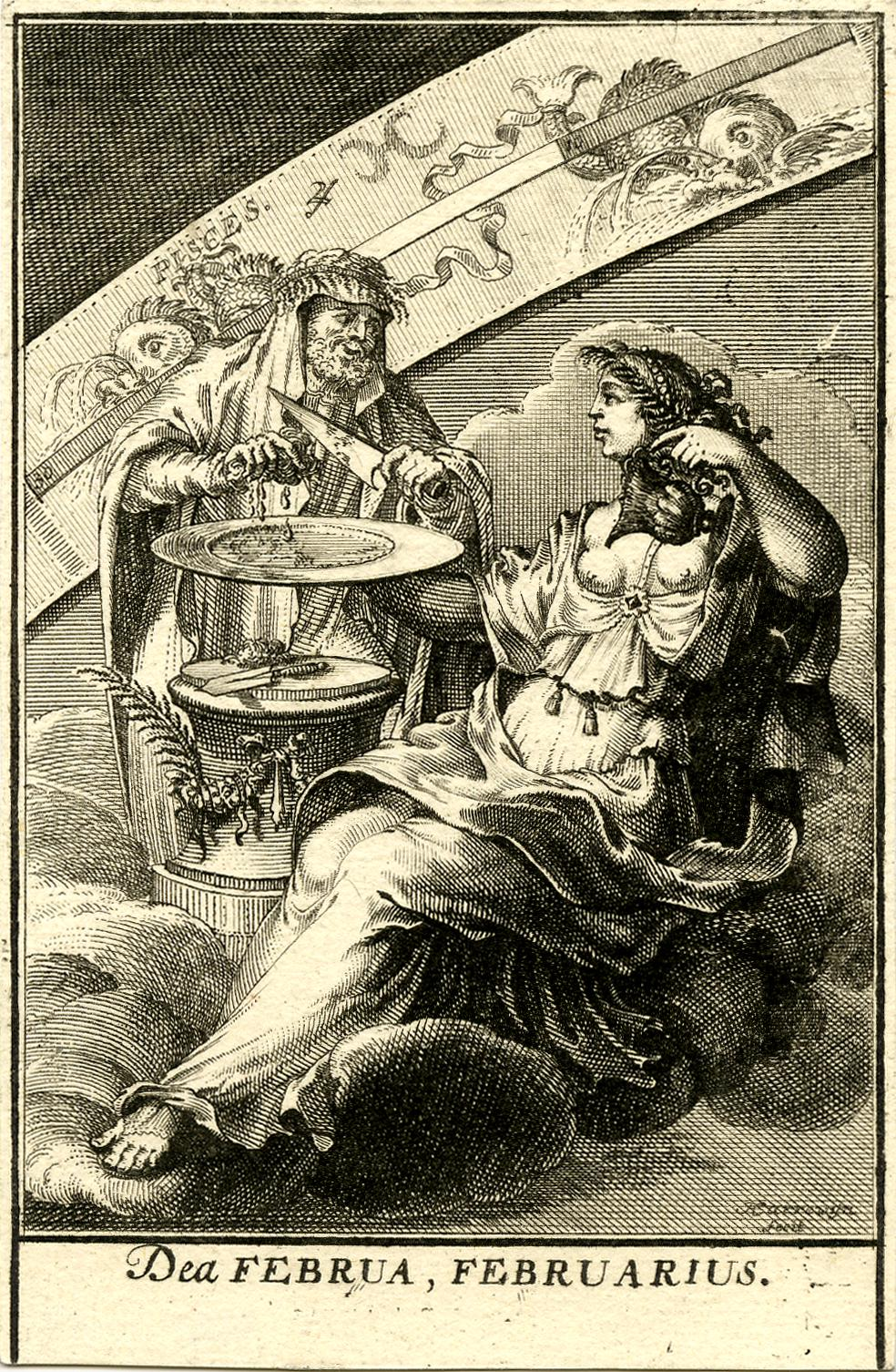
Februa, version féminine de Februus.

Dans la mythologie étrusque, Februus est le dieu de la mort et de la purification.
Divinité du panthéon étrusque, Februus est le dieu de la mort, de la purification et des richesses, associé au monde chtonien et aux trésors souterrains comme l'or et l'argent. Il est vénéré par les Étrusques et les Romains, rapproché par syncrétisme à Pluton. Le mois de février est nommé en son honneur, et tire son nom du festival de purification appelé Februarius, qui se déroulait le 15 du mois et incluait des sacrifices d'expiation et des rituels de purification. Certains chercheurs suggèrent que Februus pourrait également être lié à la déesse romaine Lupercales, déesse de la fièvre, en raison du rôle purificateur de la transpiration lors des fièvres.